# Santa Cruz County (Arizona)
Das Santa Cruz County ist ein County im Süden des Bundesstaates Arizona der Vereinigten Staaten. Der Verwaltungssitz (County Seat) ist Nogales.

## Geographie
Das County liegt im Süden von Arizona, grenzt im Süden an Mexiko, im Norden an das Pima County und im Osten an das Cochise County. Es hat eine Fläche von 3205 Quadratkilometern und eine Wasserfläche von einem Quadratkilometer.

## Geschichte
Das Santa Cruz County wurde am 15. März 1899 aus Teilen des Pima Countys gebildet. Benannt wurde es nach dem Santa Cruz River, der im späten 17. Jahrhundert von dem Missionar Eusebio Francisco Kino seinen Namen erhielt.

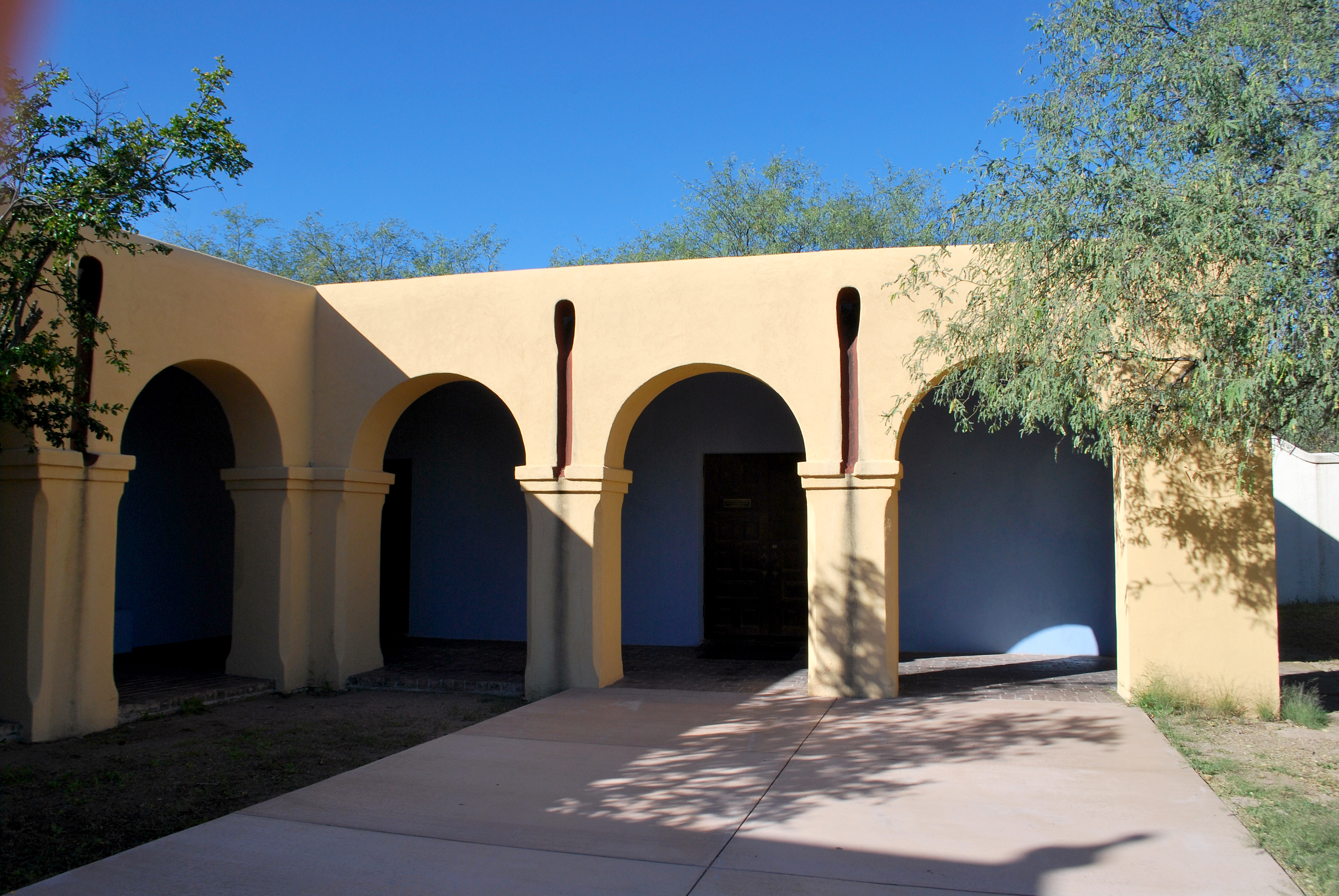
Das Tumacacori Museum ist seit Mai 1987 als National Historic Landmark anerkannt.

53 Bauwerke, Stätten und historische Bezirke (Historic Districts) des Countys sind im National Register of Historic Places („Nationales Verzeichnis historischer Orte“; NRHP) eingetragen (Stand 4. Februar 2022), darunter haben die Überreste der Missionen Los Santos Ángeles de Guevavi und San Cayetano de Calabazas sowie das Tumacacori Museum den Status von National Historic Landmarks („Nationale historische Wahrzeichen“).

## Demografische Daten

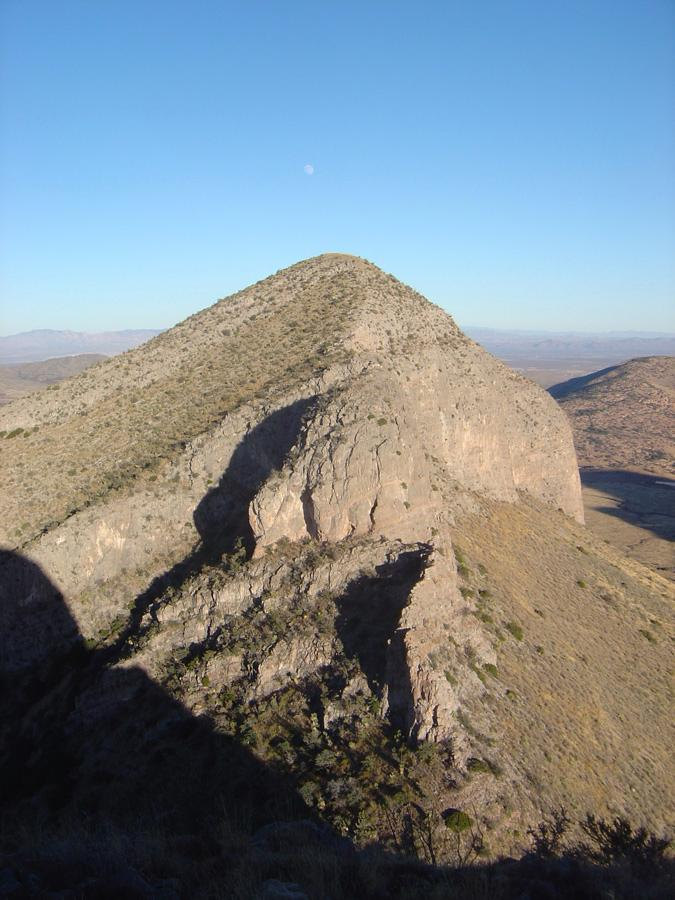
Die Mustang Mountains

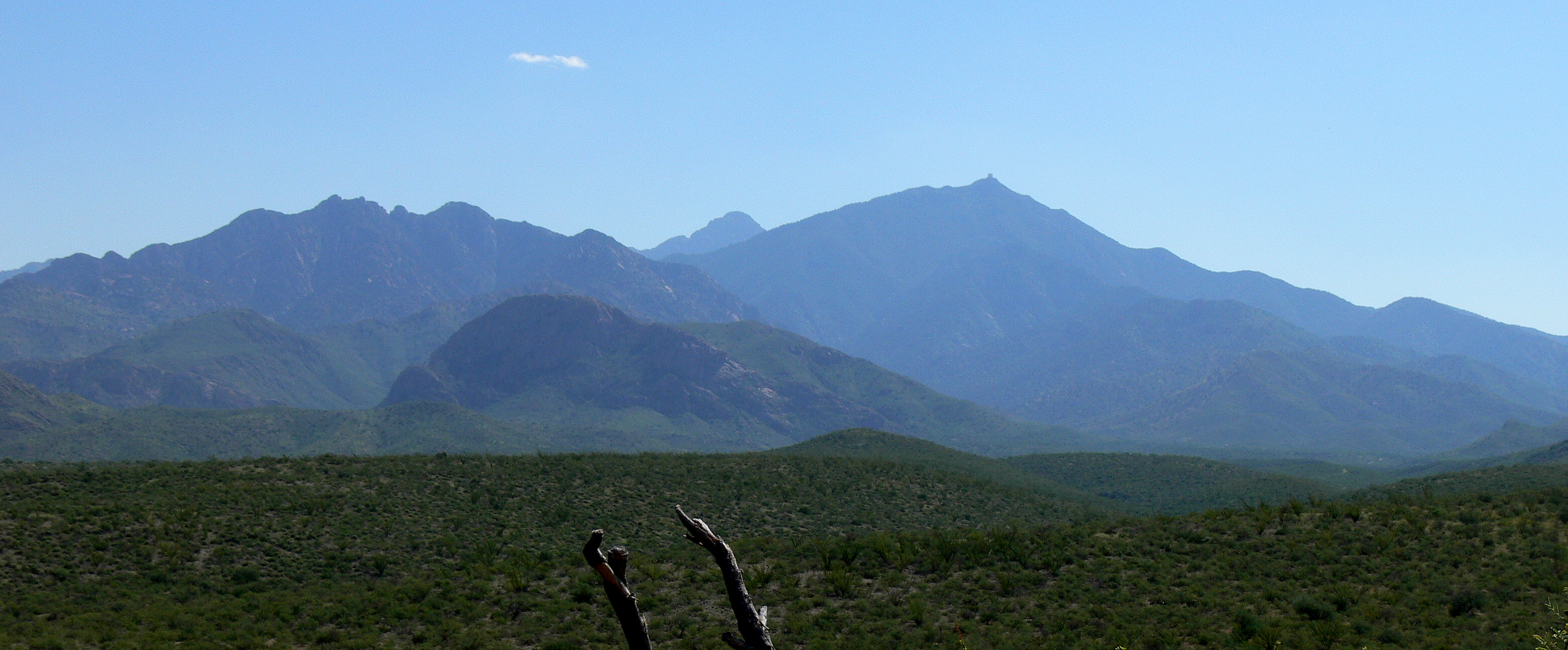
Die Santa Rita Mountains

Nach der Volkszählung im Jahr 2000 lebten im Santa Cruz County 38.381 Menschen. Es gab 11.809 Haushalte und 9.506 Familien. Die Bevölkerungsdichte betrug 12 Einwohner pro Quadratkilometer. Ethnisch betrachtet setzte sich die Bevölkerung zusammen aus 76,00 Prozent Weißen, 0,38 Prozent Afroamerikanern, 0,65 Prozent amerikanischen Ureinwohnern, 0,52 Prozent Asiaten, 0,09 Prozent Bewohnern aus dem pazifischen Inselraum und 19,73 Prozent aus anderen ethnischen Gruppen; 2,63 Prozent stammten von zwei oder mehr Ethnien ab. 80,78 Prozent der Bevölkerung waren spanischer oder lateinamerikanischer Abstammung.
Von den 11.809 Haushalten hatten 45,6 Prozent Kinder und Jugendliche unter 18 Jahre, die bei ihnen lebten. 61,3 Prozent waren verheiratete, zusammenlebende Paare, 15,4 Prozent waren allein erziehende Mütter, 19,5 Prozent waren keine Familien. 16,5 Prozent waren Singlehaushalte und in 7,1 Prozent lebten Menschen im Alter von 65 Jahren oder darüber. Die Durchschnittshaushaltsgröße betrug 3,23 und die durchschnittliche Familiengröße lag bei 3,66 Personen.
Auf das gesamte County bezogen setzte sich die Bevölkerung zusammen aus 33,6 Prozent Einwohnern unter 18 Jahren, 8,2 Prozent zwischen 18 und 24 Jahren, 26,6 Prozent zwischen 25 und 44 Jahren, 20,8 Prozent zwischen 45 und 64 Jahren und 10,7 Prozent waren 65 Jahre alt oder darüber. Das Durchschnittsalter betrug 32 Jahre. Auf 100 weibliche Personen kamen 91,7 männliche Personen, auf 100 Frauen im Alter ab 18 Jahren kamen statistisch 86,2 Männer.
Das jährliche Durchschnittseinkommen eines Haushalts betrug 29.710 USD, das Durchschnittseinkommen der Familien betrug 32.057 USD. Männer hatten ein Durchschnittseinkommen von 27.972 USD, Frauen 21.107 USD. Das Prokopfeinkommen betrug 13.278 USD. 24,5 Prozent der Bevölkerung und 21,4 Prozent der Familien lebten unterhalb der Armutsgrenze. 29,7 Prozent davon sind unter 18 Jahre und 23,2 Prozent sind 65 Jahre oder älter.

## Orte im Santa Cruz County
Im Santa Cruz County liegen zwei Gemeinden, davon eine City und eine Town. Zu Statistikzwecken führt das U.S. Census Bureau 20 Census-designated places, die dem County unterstellt sind und keine Selbstverwaltung besitzen. Diese sind wie die Unincorporated Communities gemeindefreies Gebiet.
| City - Nogales | Town - Patagonia |

Census-designated places
| - Amado - Beyerville - Elgin - Kino Springs | - Rio Rico - Sonoita - Tubac - Tumacacori-Carmen |

andere Unincorporated Communities
| - Arivaca - Ruby - Sasabe |

## Schutzgebiete
| - Coronado National Forest (partiell) - Las Cienegas National Conservation Area (partiell) - Patagonia Lake State Park - San Rafael State Natural Area | - Sonoita Creek State Natural Area - Tubac Presidio State Historic Park - Tumacácori National Historical Park |